# Ligidium riparum
Ligidium riparum là một loài chân đều trong họ Ligiidae. Loài này được Verhoeff miêu tả khoa học năm 1943.